# Угарит
35°36′07″ пн. ш. 35°47′08″ сх. д. / 35.601944° пн. ш. 35.785556° сх. д.

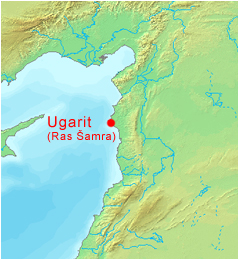
Угарит на мапі

Угари́т (угарит. 𐎜𐎂𐎗𐎚, ʼUgrt; араб. أوغاريت) — стародавнє портове місто, розташоване за 11 кілометрів на північ від сирійського міста Латакія. З першої половини XVIII століття до н. е. по першу половину XII століття до н. е. — існувало як місто-держава. Місто розташовувалося на двадцятиметровому пагорбі, що зараз зветься Рас-Шамра, за 1,2 км від затоки, що колись звалася Біла гавань, а зараз Мінет-ель-Бейда. Загальна площа міста досягала 22 гектарів.

## Історія
Поселення, від якого походив Угарит, виникло ще в добу неоліту в п'ятому тисячолітті до нашої ери. У середині третього тисячоліття до нашої ери в Угариті з'явилися вихідці зі Східної Анатолії, а на початку другого тисячоліття Угарит був одним з найважливіших аморейських міст. Амореї в той час були найбільшим народом Східного Середземномор'я. Імена угаритських царів арамейського походження.
Фараони дванадцятої династії (1990—1780 до н. е.) підтримували з Угаритом дипломатичні та торгові зв'язки. Місто згадується в листуванні між царем аморейського царства Ямхада та царем міста-держави Марі Зімрі-Лімом (близько 1777—1759 до н. е.). У XV сторіччі до нашої ери Угарит згадується в табличках з сусіднього Алалаха.
Один з фараонів, найшвидше Аменхотеп II (1436—1416 до н. е.), напав на Угарит, зробив його царя своїм васалом та розмістив у місті єгипетський гарнізон. Спроба антиєгипетськи налаштованих угаритців скинути царя та звільнитися від залежності не вдалася. З Амарнського архіву випливає, що в ті часи цар Угариту залишався єгипетським васалом. Місто згадується в топографічному переліку Аменхотепа ІІІ.
У середині XIV століття до нашої ери Угарит потрапив у васальну залежність від Хатті, до нього були приєднані значні території, анексовані в проєгипетських сусідів. Війська Угариту разом з хетами придушували підбурене єгиптянами антихетське повстання, що сталося близько 1336—1306 до н. е. При фараоні Хоремхебі (приблизно 1335—1309 до н. е.) Угарит на якийсь час знову став єгипетським васалом. Нове антихетське повстання, у якому, певно, брав участь Угарит, було придушене, внаслідок чого царство втратило значні території. Угаритські війська входили до хетської коаліції, що билася проти Рамзеса ІІ в битві при Кадеші в 1285 до н. е.
У XIII сторіччі до нашої ери Угарит був одним з головних економічних центрів Хатті.
У середині ХІІІ сторіччя Угарит надавав сюзерену фінансову допомогу в боротьбі з Ассирією, а в другій половині того ж сторіччя — і безпосередньо військову.
Під час вторгнення народів моря угаритські кораблі складали ядро хетського флоту, а сухопутне військо на чолі з останнім царем Нікмадду III приєдналася до хетської армії. Невдовзі (близько 1200 до н. е.) перед нападом народів моря місто було зруйноване сильним землетрусом, а нападники завоювали вже ослаблене цим катаклізмом царство. І хоч на місці Угариту виникло невеличке поселення народів моря, але місто вже ніколи не мало колишнього значення і не було незалежною державою, тож фактично історія Угариту закінчилась.

## Результати археологічних досліджень
Руїни цього міста були випадково знайдені в 1929 році. Тоді ж розпочалися археологічні розкопки, на той час їх очолив француз Шеффер. Дослідження тривають донині, і лише внаслідок Другої світової війни їх переривали на десять років.
Під час розкопок було знайдено два храми — Ваала та Дагона, розташовані на відстані п'ятдесяти метрів один від одного. Між ними знаходився будинок Великого жерця, у якому знайдена багата бібліотека. У царському палаці був знайдений архів. Також було знайдено кілька приватних архівів з текстами як літературного, так і юридичного характеру. Окрім писемних джерел, було знайдено безліч інших предметів, які свідчать про культуру та торговельні зв'язки давнього міста. Найвищого розквіту культура Угариту досягла в XVII—ХІІІ століттях до нашої ери. У цей час населення міста складалося із семітів та хуритів.

## Писемність
Знайдені в Угариті тексти написані різними мовами — угаритською, шумерською, аккадською (міжнародною мовою того часу), хурритською, хетською, єгипетською. Так само використовувалися різні види писемності — найчастіше акадський клинопис та угаритський алфавітний клинопис, єгипетські та хетські ієрогліфи, кіпро-мінойська писемність. Угаритський алфавітний клинопис був модифікацією месопотамського клинописної складової писемності. Цей алфавіт складався з 30 знаків — 27 для приголосних та 3 додаткових знаків самеха та двох алефів, які служили для розрізнення трьох базових семітських голосних у сполученні з самехом, тобто «a», «i», «u». Однак спостерігається тенденція до використання лише 22 приголосних, як у ханаанському та єврейському алфавітах.

## Релігія
У текстах Рас-Шамрила згадуються більше 200 богів та богинь.
Верховним божеством був Ілу, який вважався батьком богів та людей. Бог бурі Баал-Хадад зображувався «верхи на хмарі» та називався «володарем землі». Ілу зображався у вигляді мудрого сивобородого старця, далекого від людей. Ваал, на противагу йому, — сильний та честолюбний бог, який прагне керувати іншими богами та людством.
Виявлені тексти, очевидно, читалися вголос під час релігійних свят, таких, як Новий рік і Свято врожаю. Однак точний зміст текстів не з'ясований. В одній поемі, присвяченій боротьбі за панування, Баал перемагає бога морської стихії Яма — улюбленого сина Ілу. Ця перемога, мабуть, давала угаритським мореплавцям впевненість, що Баал захистить їх на морі. У поєдинку з Муту Баал програє та сходить в підземне царство. Настає посуха, і діяльність людей завмирає. Сестра та чоловіка Баала Анат — богиня любові та битви — знищує Муту і воскрешає Баала до життя. Ваал вбиває синів Асірат (Ашери) — дружини Мулу — і повертає собі владу. Але через сім років Муту з'являється знову.
Деякі науковці вважають, що ця поема символічно описує зміну пір року, коли цілющі дощі поступаються місцем літній спеці, але потім, восени, повертаються знову. На думку інших, семирічний цикл відображає побоювання людей щодо голоду та посухи. У будь-якому випадку перемога Баала вважалося запорукою успіху людських починань. Дослідник Пітер Крейги зазначає: «Культ Баала був спрямований на те, щоб зміцнити перевагу цього божества; лише поки він перевершує інших — так вірили його служителі, — у людей будуть настільки необхідні для їх виживання врожаї та худобу».
В Угариті були поширені ворожіння, астрологія та магія. Прикмети й провіщення подій видивлялися не лише в небесних тілах, але і в дефектах зародків та внутрішніх органів убитих тварин. «Вважалося, що божество, якому приносили в жертву тварину, ототожнюється з ним і що дух божества з'єднується з духом тваринного», — пояснює історик Жаклін Гаше. — «Тому, шукаючи в органах тварини прикмети, можна було ясно визначити волю богів. Боги могли дати або позитивну, або негативну відповідь на питання про майбутні події і про те, як чинити в конкретній ситуації» («Le pays d'Ougarit autour de 1200 av. J. C.»).

## Правителі

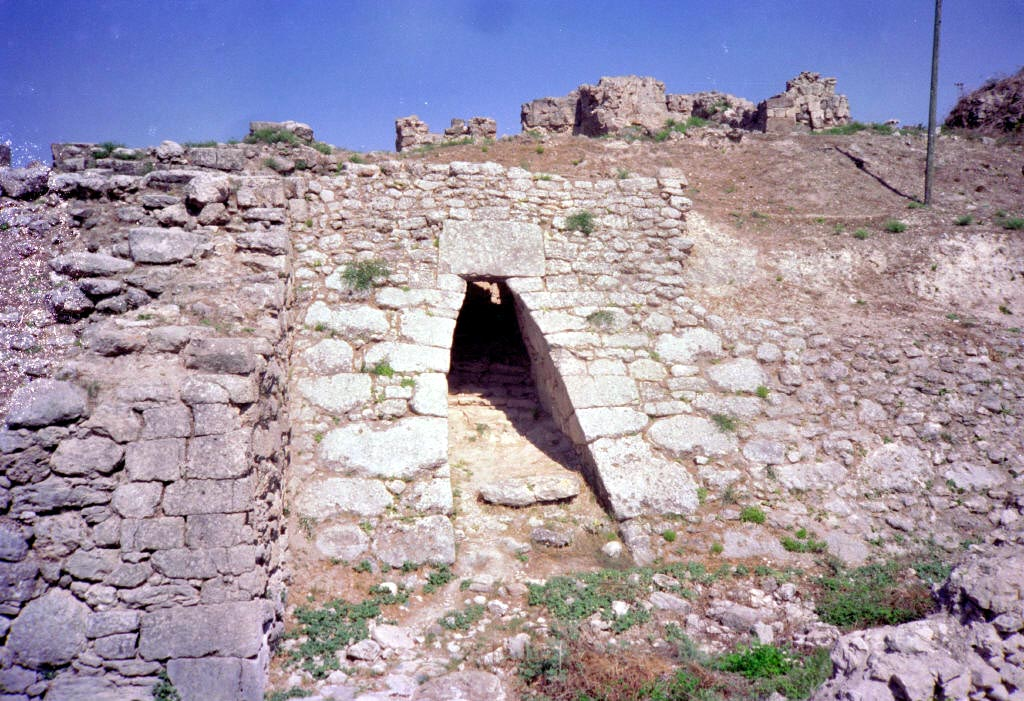
Вхід у царський палац

### Правителі, не згадані в «Угаритському царському списку»
- Угарану
- Амкуну
- Рапану
- Лім-іл-малик
- Амму-Харрасі
- Амму-самар
- Мабуу

### «Угаритський царський список»
- Йакару(м) (1-а пол. XVIII ст. до н. е.)
- Ібірану I (2-а пол. XVIII ст. до н. е.)
- Нікмадду I (2-а пол. XVIII ст. до н. е.)
- Нікмепа I (близько 1700 до н. е.)
- Ібірану II (1-а третина XVII ст. до н. е.)
- Нікмепа II (1-а пол. XVII ст. до н. е.)
- Аммурапі I (сер. XVII ст. до н. е.)
- Нікмепа III (2-а пол. XVII ст. до н. е.)
- Ібірану III (2-а пол. XVII ст. до н. е.)
- Йадурадду (близько 1600 до н. е.)
- Аммістамру I (поч. XVI ст. до н. е.)
- Ібірану IV (1-а пол. XVI ст. до н. е.)
- Нікмепа IV (2-а пол. XVI ст. до н. е.)
- Аммурапі II (1-а пол. XV ст. до н. е.)
- Архальбу I (2-а пол. XV ст. до н. е.)
- Нікмепа V (1-а пол. XIV ст. до н. е.)
- Аммістамру II (до 1349 до н. е.)
- Нікмадду II (1349—1315 до н. е.)
- Архальбу II (1315—1313 до н. е.)
- Нікмепа VI (1313 (9 рік царювання Мурсіліса III) — принаймні 1265 до н. е. (початок царювання Хаттусіліса III)
- Аммістамру III (раніше 1265—1240 до н. е.)
- Ібірану VI (1240—1225 до н. е.)
- Нікмадду III (1225—1215 до н. е.)
- Аммурапі III (1215 — близько 1178 до н. е.)

## Галерея

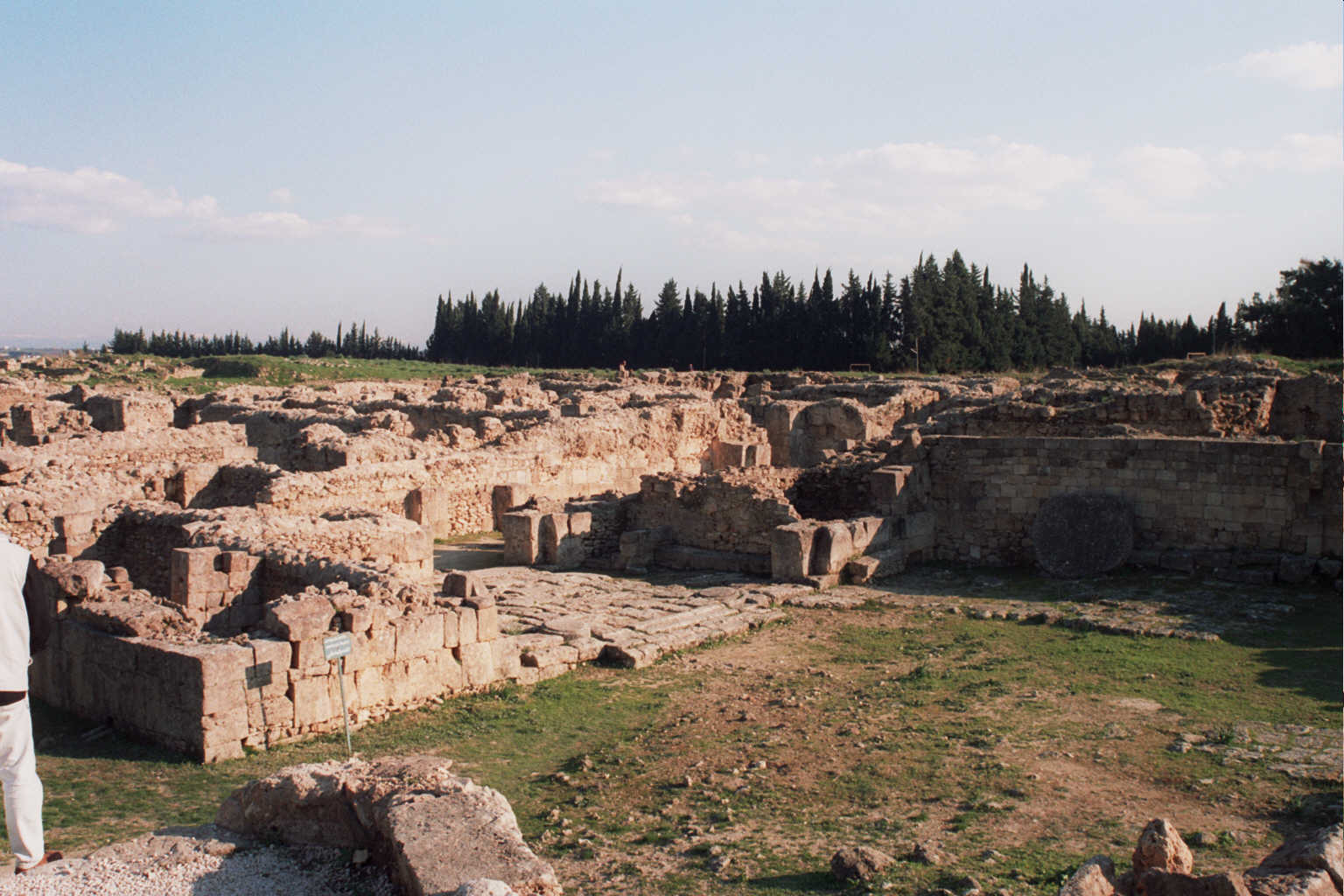
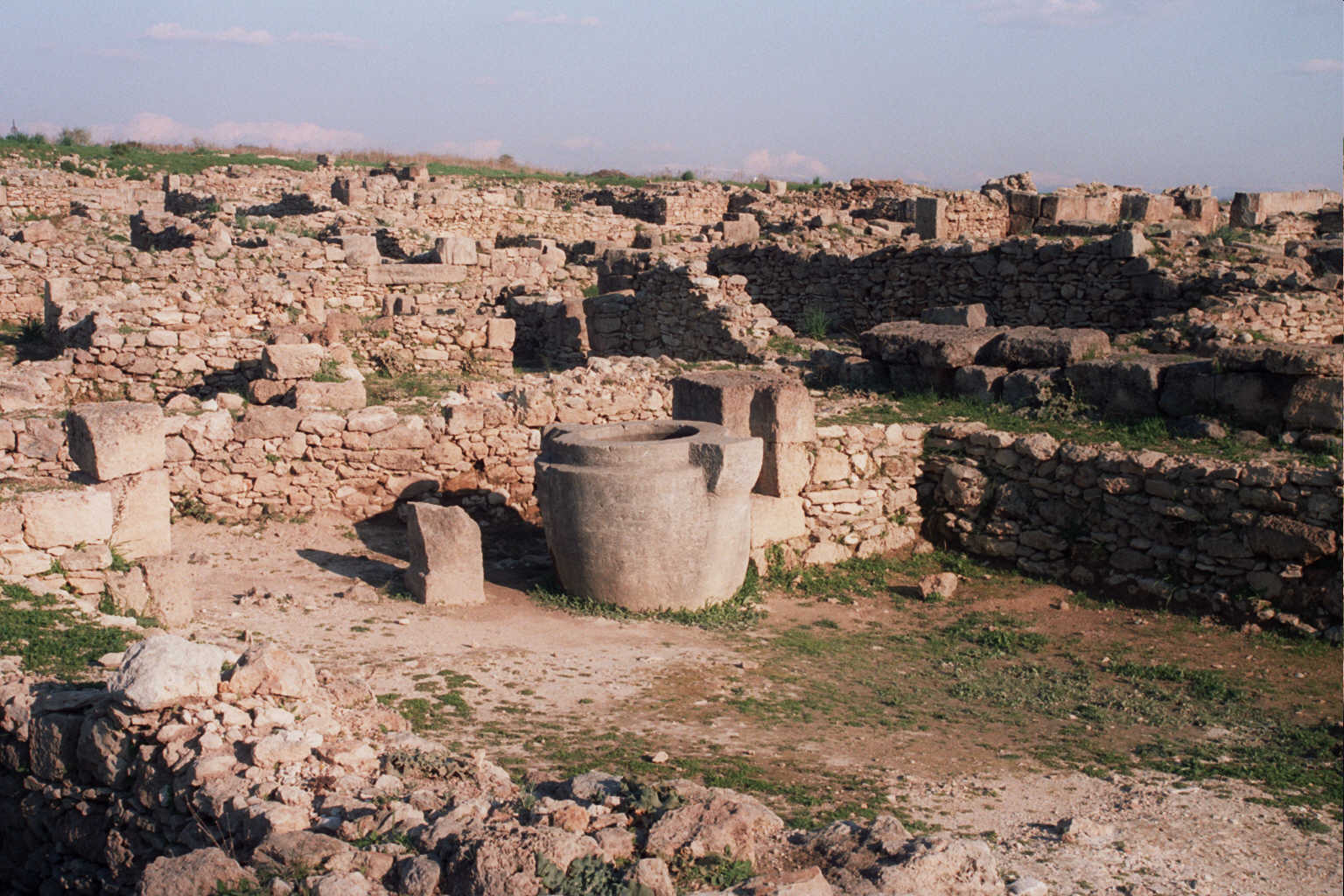
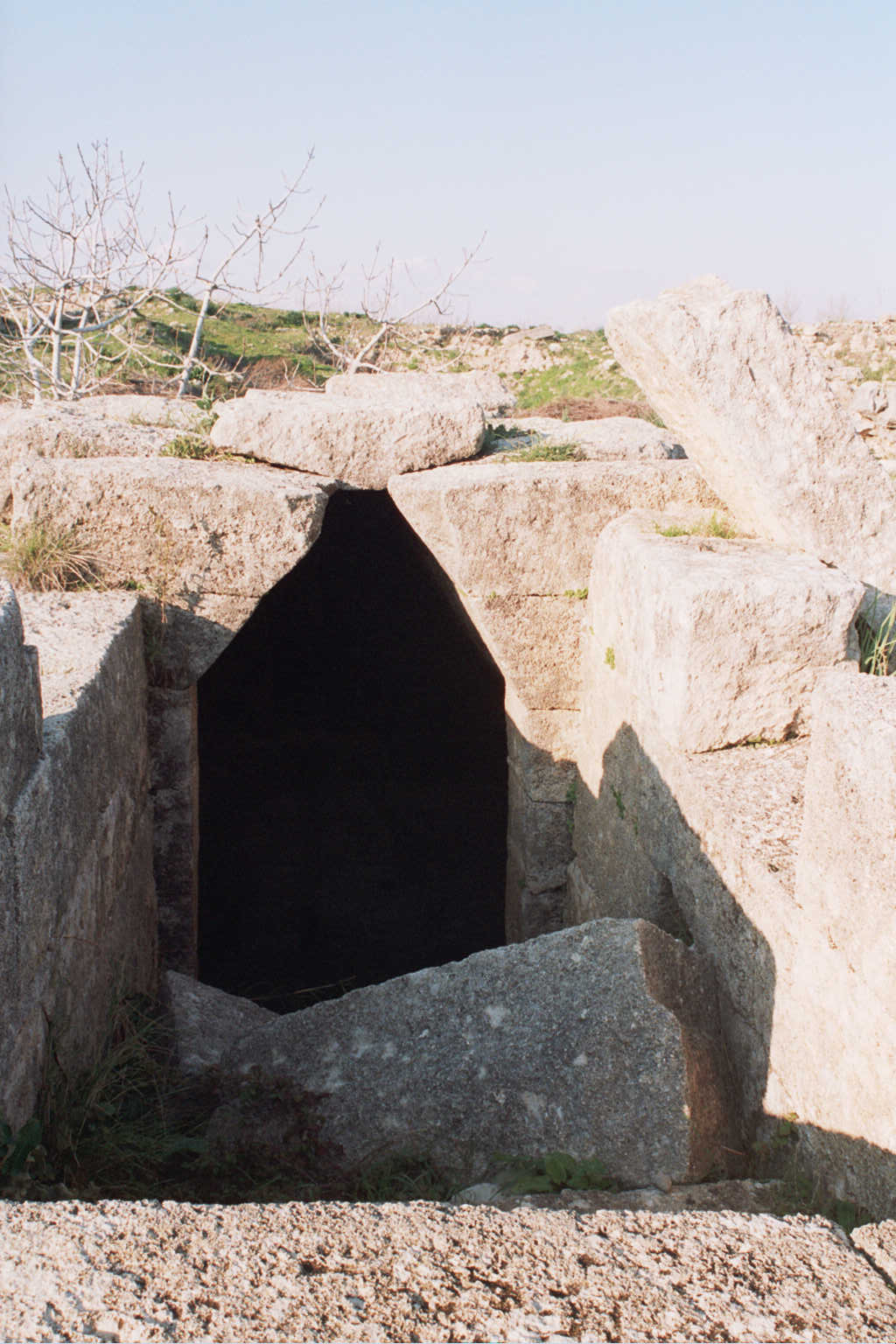
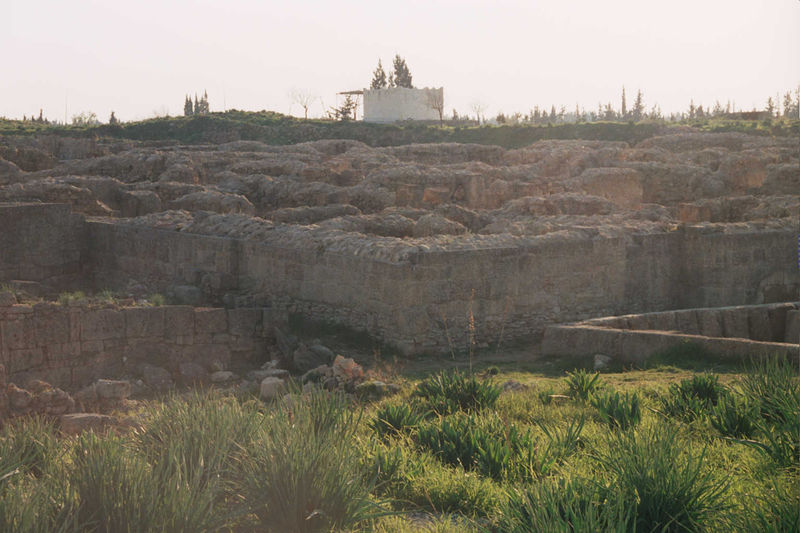
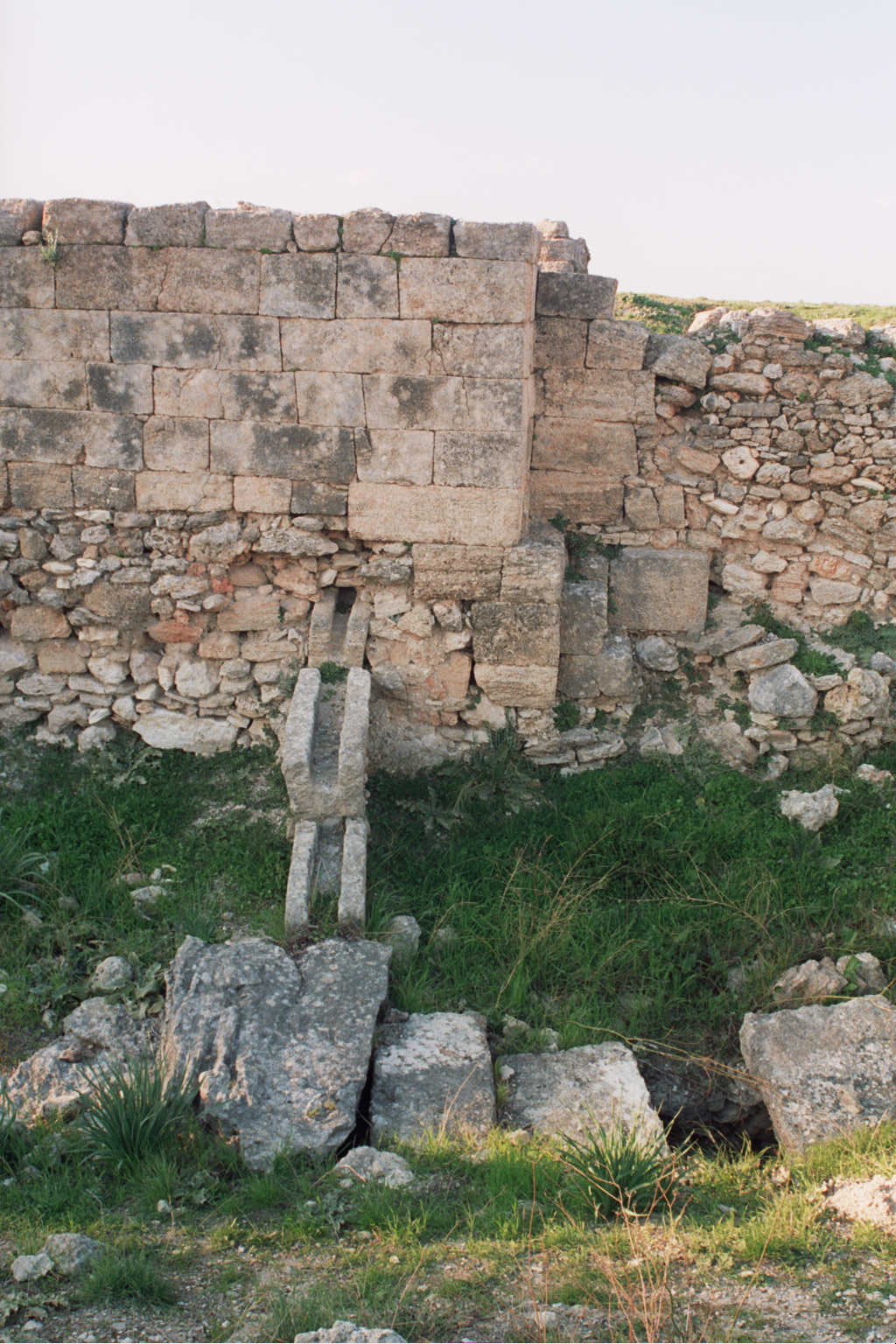
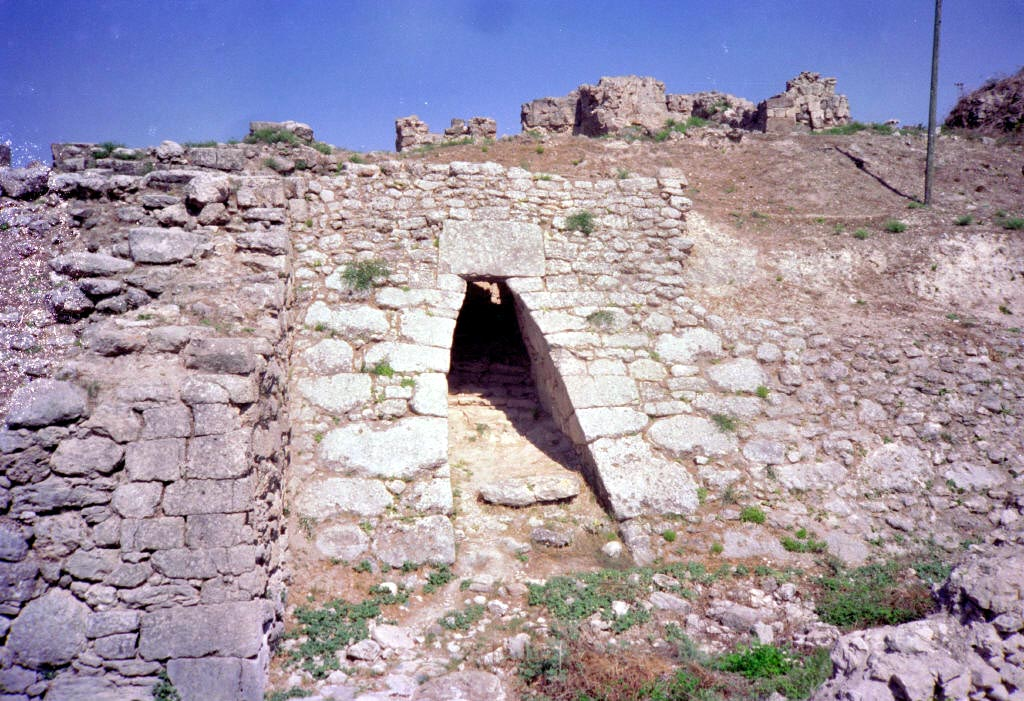
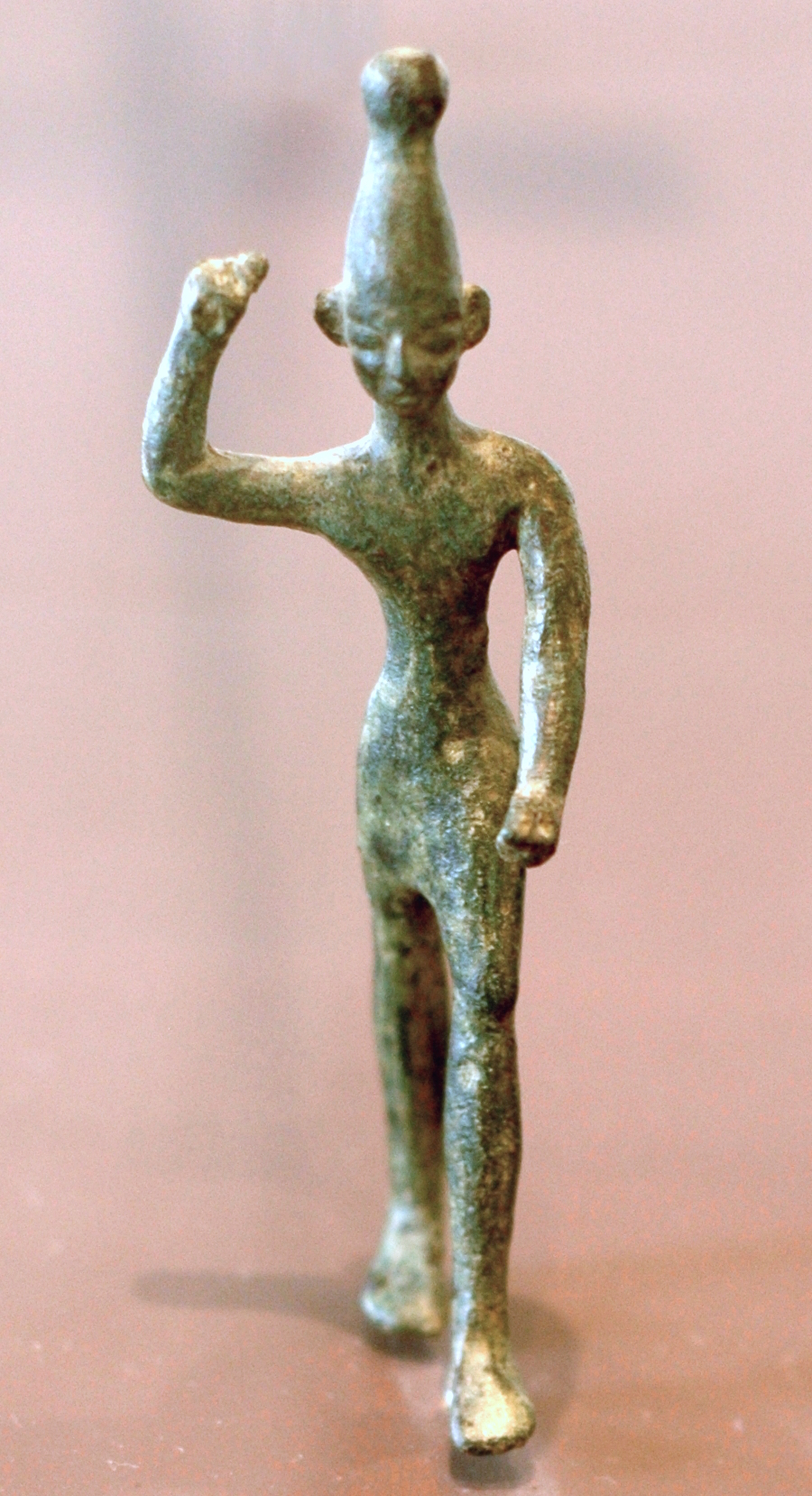
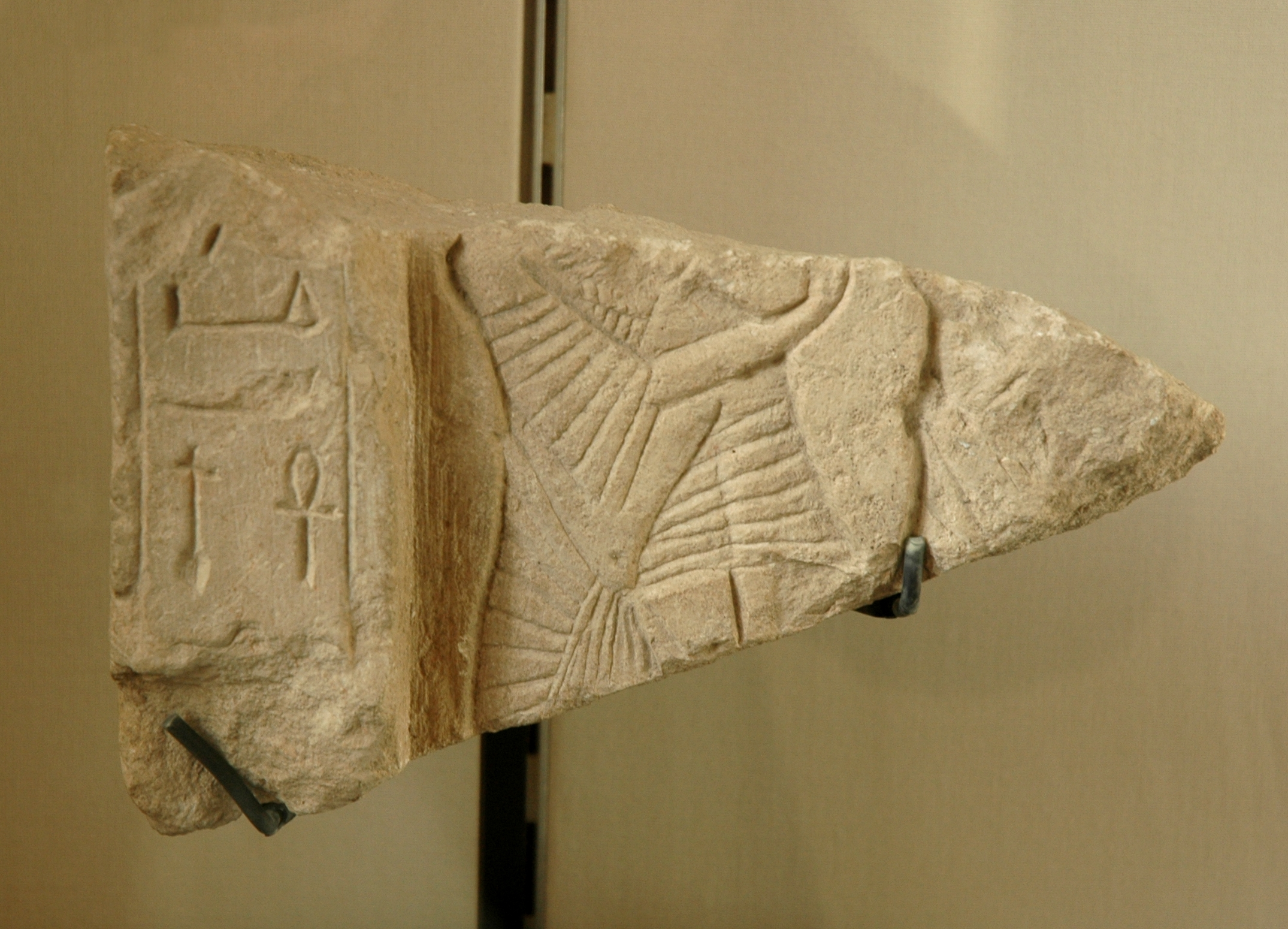
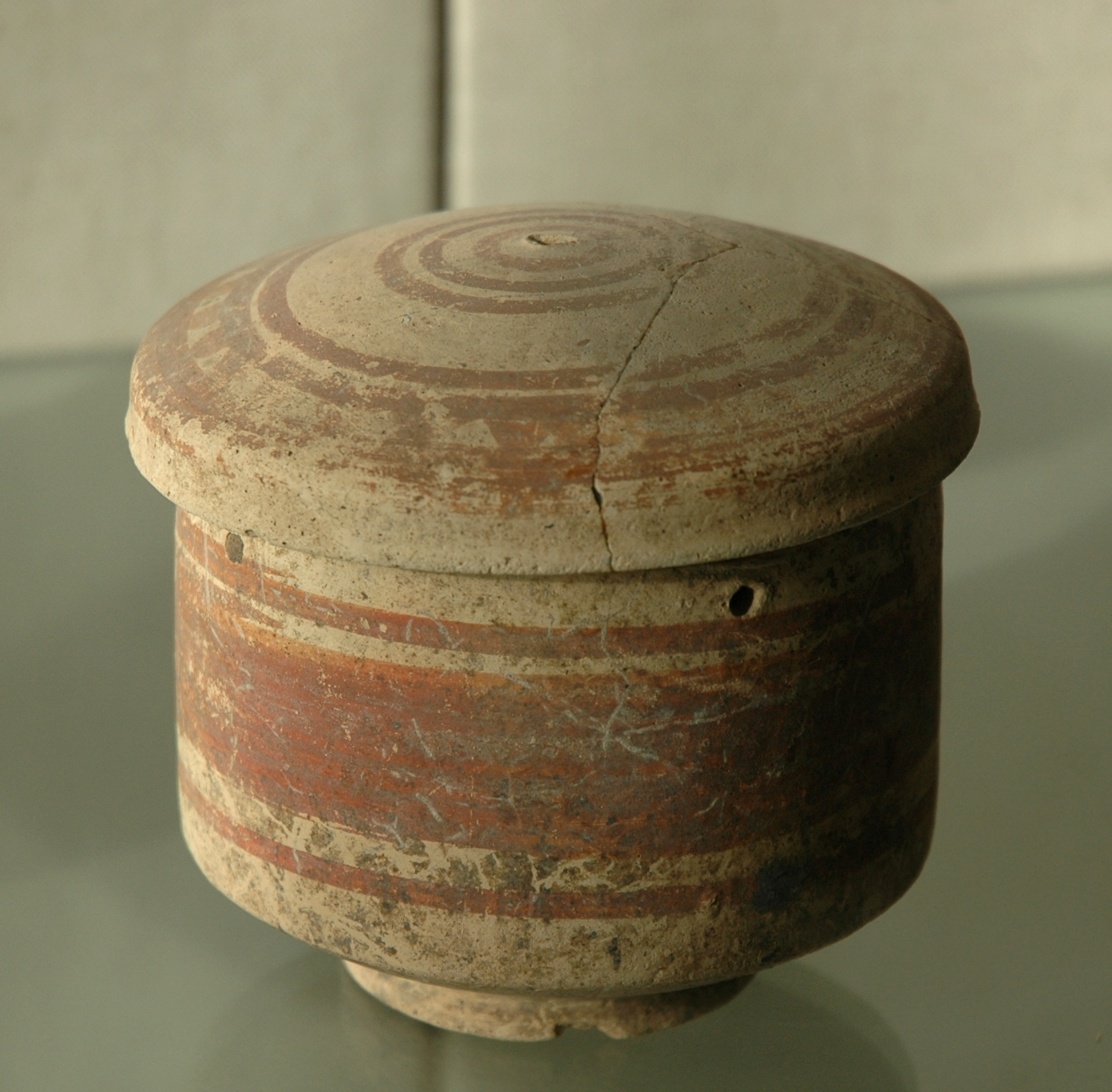